# Galina Kurdova
Galina Kurdova est une chanteuse bulgare, née le 17 août 1978 à Sourgout. Elle est née d'un père bulgare et d'une mère russe. Galina est l'ancienne membre du duo KariZma, avec Miroslav Kostadinov.

## Biographie
Galina commence à chanter dans des chorales et à jouer du piano pendant son enfance. Elle fait ses débuts sur scène dans le concours « Discovery », dans lequel Miro est jury. Galina participe au concours avec une chanson de Toni Braxton. Plus tard, elle participe à d'autres compétitions. Au Festival « Thrace Lyre », elle prend les honneurs pour la découverte, chanson d'auteur et interprète, dans « Hit moins edno » elle a participé à trois reprises et a gagné le premier prix[incompréhensible].